# 233
233在十进制中，是232与234之间的自然数。

## 数学性质
- 第51個質數。前一個為229、下一個為239。
  - 非正規素數
  - 此數字雖然是自然質數，但不是高斯質數。前一個有此性質的自然質數是229、下一個是241。（OEIS數列A002313）

其第一象限之高斯質數的整数分解為{\displaystyle \left(13+8i\right)\times \left(13-8i\right)}。
- 第13個斐波那契數。前一個為144、下一個為377。
- 第27個十进制的自我數。前一個為222、下一個為244。
- 十进制的等數位數。
- 馬爾可夫方程的一個解
- 23、233、2333、23333都是質數，但是233333不是質數
- 11個連續質數和（5+7+11+13+17+19+23+29+31+37+41）

## 地理
- 台灣新北市烏來區的郵遞區號為233

## 中國网络用语
- 在中國网络上表示“捶地大笑”，起源自猫扑论坛的第233号表情符号[1]。等价日本网络上的连续“w”[2]，多用于弹幕视频网站和网络论坛中。

## 纪年
- 西元233年和前233年